# Revúca (chráněný areál)
Revúca je zrušený chráněný areál v katastrálních územích obcí Liptovské Revúce a Liptovská Osada v okrese Ružomberok v Žilinském kraji na Slovensku. Chráněné území bylo vyhlášeno v roce 2002 a jeho rozloha byla 39,22 hektaru. Předmětem ochrany byla zachovalá podhorská říčka Revúca s aluviálními mokřady, slatinnými loukami a břehovými porosty. Území bylo zrušeno k 1. lednu 2024 a jeho území se stalo součástí zón národního parku Velká Fatra.

## Předmět ochrany
CHA Revúca představuje zachovalou podhorskou říčku s aluviálními mokřady, slatinnými loukami a břehovými porosty, na které se díky čisté vodě a přirozenému korytu udržel kriticky ohrožený druh fauny. Chráněné území začíná od ústí pravostranného přítoku, potoka Malý Hričkov pod obcí Liptovské Revúce a rozkládá se až k mostu u Jaziernic poblíž hospodářského dvora PD Ružomberok, jeho délka je cca 13 km. Převážně patří do NP Velká Fatra, malou částí zasahuje do NP Nízké Tatry. Geologická stavba území je velmi složitá. V horní části toku jde o málo odolné neokómské horniny. Niva se postupně zužuje, až se vklíní do úzkého pásu střednětriasových vápenců, následně se opět částečně rozšiřuje v pásu méně odolných triasových dolomitů. Původní niva říčky je změněna lidskou činností, výstavbou cest, atp. Niva je složena z různého materiálu – štěrku z vápenců a dolomitů, občas se vyskytují pískovce. Ze Skalné doliny zasahuje do nivy mocný granitový kužel, který zatlačuje Revúcu pod protilehlé úbočí. Pod Skalnatou dolina teče Revúca méně odolnými dolomity. Těsně před Liptovskou Osadou niva znovu vychází v úzkém přelomovém úseku. Severně od Liptovské Osady se niva opět na málo odolných terasách rozšiřuje a je lemována říčními terasami. V okolí Podsuché říčka proráží pás odolnějších křídových vápenců a protéká pod mocné travertinové podkryvy východního úbočí Bukoviny. V korytě nacházíme travertiny, vápence, rauwacky, štěrky a krystaliniku.
Geomorfologicky teče říčka v úvalové části údolí na rozhraní dvou orografických celků Velké Fatry a Nízkých Tater, které jsou odděleny sníženinou vytvořenou na severojižních Revúckých zlomech erozí Revúce a jejích přítoků. V Ružomberku ústí do Váhu jako levostranný přítok. Z půdních typů se zde vyskytují nivné karbonátové půdy, částečně rendziny a hnědé půdy.
Klimaticky leží území v chladné oblasti s horským klimatickým režimem mírně chladným až chladným. Průměrná teplota vzduchu v lednu je −5 °C, v červenci 14–16 °C. Průměrné srážky na dolním toku kolísají kolem 800 mm, na horním se pohybují od 900–1100 mm. Průměrný roční průtok na vodoměrné stanici Podsuchá je 4,95 m3.s−1. Maximální průtoky připadají na duben a začátek května.
Fytogeograficky patří území do obvodu flóry vysokých Karpat na rozhraní okresů Fatra a Nízké Tatry. Vegetace chráněného areálu je tvořena břehovými porosty a vodními a vlhkomilných rostlinami mokrých luk. Břehová vegetace je tvořena zejména olší šedou (Alnus incan), jasanem ztepilým (Fraxinus excelsior), lískou obecnou (Corylus avellana), střemchou obecnou (Padus avium), a více druhy vrb. Ve střední a spodní části chráněného území jsou zahrnuty i bahenní společenství a slatiny – rašelinné louky s mozaikovitým společenstvím ostřic. Z cenných druhů se zde vyskytuje prstnatec májový (Dactylorhiza majalis), suchopýr úzkolistý (Eriophorum anangustifolium), prvosenka pomoučená (Primula farinosa), kruštík bahenní (Epipactis palustris) a několik dalších druhů.
Z hlediska zoologického má dominantní postavení struh obecný potoční (Salmo trutta m. Fario) na horním a středním toku, pstruh duhový (Oncorynchus mikiss) je průvodním druhem. Ve středním a dolním toku je dobré zarybnění lipanem podhorním (thymallus thymmalus). Z obojživelníků byla zaregistrována kuňka žlutobřichá (Bombina variegata), skokan hnědý (Rana temporaria), z plazů zde můžeme najít ještěrku živorodou (Lacerta agilis), z ptáků konipase horského (Motacilla cinerea), střízlíka obecného (troglodytes troglodytes), ledňáčka říčního (Alcedo atthis) a jiné. Mimořádně cenný je výskyt kriticky ohrožené vydry říční (Lutra lutra).